# Himmelreich (Jagst)
Das Himmelreich (vielleicht ein Notname) ist ein etwas unter einen Kilometer langer Waldklingenbach im Gemeindegebiet von Mulfingen im Hohenlohekreis im nordöstlichen Baden-Württemberg, der etwa einen Kilometer oberhalb des Mulfinger Dorfes Eberbach von rechts und Nordosten in die mittlere Jagst mündet.

## Geographie

### Verlauf
Der Bach Himmelreich entsteht erst am Beginn seiner Waldklinge am Jagsttalrand auf etwa 410 m ü. NHN, doch die oberhalb in der Hochebene rechts des Flusstales wenig eingetiefte Obertalmulde setzt sich bergwärts noch etwa weitere 1,2 km nordostwärts fort bis zur dort etwa 440 m ü. NHN hohen Wasserscheide etwa 0,4 km nordwestwärts des Weilers Brüchlingen von Blaufelden. In dieser gibt es heute keinen offenen Lauf außer einem gewöhnlich trockenen Graben neben der Straße von Brüchlingen nach Eberbach.
Die Klinge beginnt am Gewann Fällriegel etwa 1,5 km westsüdwestlich von Brüchlingen wenig neben der genannten Straße nahe einem Parkplatz am Abzweig des Wirtschaftsweges Alte Straße von ihr. Dort beginnt ein steil abfallendes, wenig gewunden verlaufendes, geröll- und blockreiches Bachbett, in dem nur periodisch Wasser fließt, das dann über kleine Felsstufen teils in Gumpen fällt. Am Hang über dem teils scharf eingeschnittenenen Bachbett steht Laubwald. Nach etwa 200 Metern zieht ein höhenlinienparalleler Waldwirtschaftsweg in die Klinge herein und quert den Bach.
Weniger als 150 Meter weiter abwärts endet der am oberen Jagsttalhang stehende Wald, der Bachlauf wird aber weiterhin von einer anfangs recht breiten Baumgalerie begleitet, neben der am Flusstalhang teils an alten Terrassierungsstufen verlaufende Hecken das Wiesengewann Schleifäcker gliedern. Am Hangfuß unterquert der Bach die von Langenburg-Bächlingen nach Eberbach hinunter laufende L 1025. Weniger als hundert Meter weiter fließt er über einen busch- und baumlosen Uferwiesenstreifen auf zuletzt etwa 278 m ü. NHN von rechts in die mittlere Jagst ein.
Das Himmelreich mündet nach einem 0,8 km langem Lauf mit mittleren Sohlgefälle von etwa 180 ‰ rund 132 Höhenmeter unterhalb seines Klingenursprungs. Offene Zuflüsse hat es keine.
Klinge, Bach und Teile beides klingenbegleitenden Hochebenensporne liegen im Landschaftsschutzgebiet Jagsttal mit Nebentälern und angrenzenden Gebieten zwischen Kreisgrenze Schwäbisch Hall und Gemeindegrenze Krautheim/Schöntal.

### Einzugsgebiet
Das Einzugsgebiet des Himmelreichs ist etwa 0,8 km² groß und liegt im Naturraum der Kocher-Jagst-Ebenen. Sein deutlich größerer Teil auf der Hochebene liegt im Unterraum Bartenstein-Langenburger Platten der Östlichen Kocher-Jagst-Ebene, das Mündungsdreieck ab der Bachklinge dagegen im Unterraum Mittleres Jagsttal des Jagsttals. Der höchste Punkt liegt am Südosteck auf einer Flurkuppe wenig südwestlich von Brüchlingen und erreicht etwa 463 m ü. NHN.
Auf der Hochebene liegen linksseits der Muldenlinie nur Äcker, während rechtsseits auf anfänglich Ackerfläche recht bald der Wald Güterstück folgt. Nach der Waldklinge ist der Jagsttalhang neben der Begleitgalerie dann von Wiesen bedeckt. Besiedlung gibt es nirgends; der Weiler Brüchlingen von Blaufelden liegt etwas jenseits der östlichen Wasserscheide. Im Osten gehört etwa ein Drittel der Fläche zur Gemeinde Blaufelden, der übrige, schon auf der Hochebene beginnende Teil dagegen zur Gemeinde Mulfingen.
Der Abfluss im Gebiet jenseits der nördlichen und östlichen Wasserscheide erreicht den weiter abwärts in Eberbach ebenfalls in die Jagst mündenden Rötelbach, während das jenseits der südlichen den wenige hundert Meter aufwärts in diesen Fluss mündenden Bach durch die Weidenklinge speist.

## Geologie
Im östlichen Einzugsgebiet steht Lettenkeuper (Erfurt-Formation) an, der sich beidseits der bald im Oberen Muschelkalk verlaufenden Talmulde auf der Hochebene bis recht nahe an den Hangknick zum Kochertal erstreckt. In der Klinge erreicht der Bachlauf den Mittleren Muschelkalk schon wenig vor dem Klingenwaldende, im Jagsttal dann den Unteren schon vor der Straße im Flusstal.
Diese triassischen Schichten sind durch jüngere überlagert. In der Hochebenenmulde liegt ein holozänes Schwemmlandband. Im Bereich der steilen Muschelkalkklinge liegt Hangschutt. Der Untere Muschelkalk ist durch einen vom Bach angeschütteten Mündungsfächer überlagert, der allerdings nicht bis ans Jagstufer reicht, denn der Bach mündet zuletzt im Auenlehmband um den Fluss. Die Obertalmulde wird wenig vor dem Einsetzen der Klinge von einer herzynisch (Westnordwest nach Ostsüdost) streichenden Störung gequert, deren Hochscholle an der nordnordöstlichen Seite liegt.
Der Muschelkalk im Gebiet ist verkarstet. Eine ältere Karte zeigt in einer Baumgruppe zwei Dolinen westlich von Brüchlingen, in der oberen verschwand damals ein etwa 0,3 km langer Bachlauf im großen Acker des Gewanns Grabenfeld, der heute nicht mehr existiert. Eine weitere Doline  im Gewann Alte Straße ebenfalls in Ackergelände wurde wohl verfüllt. Im Wald Güterstück gibt es einen verlandeten Tümpel in einer Doline.

### LUBW
Amtliche Online-Gewässerkarte mit passendem Ausschnitt und den hier benutzten Layern: Lauf und Einzugsgebiet des Himmelreichs

Allgemeiner Einstieg ohne Voreinstellungen und Layer: Daten- und Kartendienst der Landesanstalt für Umwelt Baden-Württemberg (LUBW) (Hinweise)
1. 1 2  Da auf den gängigen topographischen Karten kein Gewässername eingetragen ist, lässt der für ein Gewässer ungewöhnliche Name Himmelreich vermuten, dass es sich um einen vom Bearbeiter des zuständigen Landesamtes gewählten Notnamen handelt. Als Notnamen werden in diesem Falle oft Gewannnamen herangezogen, und Himmelreich gibt es mehrfach als Name von Hanglagen, etwa nur etwa vier Kilometer weiter nordwestlich unterhalb von Heimhausen am rechten Jagsttalhang. Doch ist in der näheren Umgebung des hier behandelten Bachs und Tals selbst ein Gewannname Himmelreich weder auf dem Layer Topographische Karte noch auf dem Layer Liegenschaften und Gewässer zu finden.
2. 1 2 3  Höhe nach dem Höhenlinienbild auf dem Hintergrundlayer Topographische Karte.
3. ↑  Länge nach dem Layer Gewässernetz (AWGN).
4. ↑  Einzugsgebiet abgemessen auf dem Hintergrundlayer Topographische Karte.
5. ↑  Schutzgebiete nach den einschlägigen Layern, Natur teilweise nach dem Layer Geschützte Biotope.
6. ↑  Länge abgemessen auf dem Hintergrundlayer Topographische Karte.
7. ↑  Tümpeldoline im Güterstück nach dem Layer Geschützte Biotope.

### Andere Belege
1. ↑  Wolf-Dieter Sick: Geographische Landesaufnahme: Die naturräumlichen Einheiten auf Blatt 162 Rothenburg o. d. Tauber. Bundesanstalt für Landeskunde, Bad Godesberg 1962. → Online-Karte (PDF; 4,7 MB)
2. ↑  Geologie nach den Layern zu Geologische Karte 1:50.000 auf: Mapserver des Landesamtes für Geologie, Rohstoffe und Bergbau (LGRB) (Hinweise)
3. ↑  Dolinen und kurzer Bachlauf im Grabenfeld nach:
  - Meßtischblatt 6725 Gerabronn von 1938 in der Deutschen Fotothek